# John Marshall (nuotatore)
John Birnie Marshall (Bondi, 29 marzo 1930 – Melbourne, 31 gennaio 1957) è stato un nuotatore australiano.
Specializzato nello stile libero ha vinto due medaglie alle Olimpiadi di Londra 1948: l'argento nei 1500 m sl e il bronzo nei 400 m sl.
È stato primatista mondiale dei 200 m e 400 m stile libero.

## Palmarès
- Olimpiadi
  - Londra 1948: argento nei 1500 m sl e bronzo nei 400 m sl.